# Arne Robertsson
Arne Alf Robert Robertsson (ur. 23 marca 1942 w Lidköping, zm. 29 stycznia 1991 tamże) – szwedzki zapaśnik walczący w obu stylach. Trzykrotny olimpijczyk. Zajął jedenaste miejsce w Tokio 1964 (+ 97 kg, styl wolny), dziesiąte w Meksyku 1968 (+ 97 kg, styl wolny) i dziewiąte w Montrealu 1976 (+ 100 kg, styl klasyczny).
Brązowy medalista mistrzostw świata w 1977. Wicemistrz Europy w 1966 i 1969. Zdobył dziewięć medali na mistrzostwach nordyckich w latach 1972 – 1979 roku.